# Ниязов, Атамурат
- Не следует путать с туркменским советским поэтом и переводчиком — Ата Ниязов.

Атамурат Ниязов (туркм. Atamyrat Nyýazow; 1912, Кипчак, Асхабадский уезд, Российская империя — 1942, Чикола, СССР) — отец первого президента Туркменистана Сапармурата Ниязова. Школьный учитель, финансовый работник, фронтовик Великой Отечественной войны. Герой Туркменистана (1992, посмертно).

## Биография
Родился в селе Кипчак Асхабадского уезда (ныне — Рухабатский этрап Ахалского велаята Туркмении) в 1912 году. Был старшим сыном в семье. Знал в совершенстве арабское письмо, русский язык, латинский алфавит.
В конце 1920-х — начале 1930-х гг. проходил военную службу в туркменском конном полку, в селе Кёши. В армии много читал, расширял свой образовательный кругозор. После завершения армейской службы принял активное участие в работе по ликвидации неграмотности населения. В 1932 году успешно прошёл трехмесячные курсы по подготовке учителей начальной школы при Ашхабадском педагогическом институте, он был направлен в Керкинский район (ныне этрап Атамурат Лебапского велаята), где в течение трех лет работал учителем начальных классов в селах Чекир и Дашлык, заведовал ликбезом, преподавал в школе для сельских активистов и молодежи призывного возраста.
После, поступил в Ашхабадский учётно-финансовый техникум на отделение планирования и учёта. Он активно участвовал в общественной жизни, избирался делегатом Республиканской студенческой конференции. Окончив техникум с отличием, работал в финансовых органах Керки, Ташауза, Бахардена, Геоктепе, Ашхабада.
В 1937 году он женился на Гурбансолтан-эдже, после чего они перебрались в Ашхабад, где купили небольшой домик. В семье появилось три сына: Ниязмурат (1938—1948), Сапармурат (1940—2006) и Мухамметмурат (1942—1948).
В августе 1941 году добровольцем ушёл на фронт. Сражался во время Великой Отечественной войны в составе 535 гвардейского полка 2-й гвардейской дивизии. Был командиром отделения. 24 декабря 1942 года погиб в тяжёлых боях за Кавказ у села Чикола. Он попал в окружение врага и был расстрелян нацистами. Похоронен в братской могиле в селе Хазнидон в Северной Осетии.
По скудным отрывочным сведениям оставшихся в живых однополчан, подразделение, в котором служил отец, попало в окружение. Воины, разбившись на небольшие группы, решили под покровом тёмной кавказской ночи пробиваться к своим. В одной из них был и мой отец. Не знаю, какие мысли тревожили его в ту ночь: о Родине, о своём родном селе или о семье. Но он был готов отдать свою жизнь за любое из этих священных для каждого человека понятий. Ему было что защищать, поэтому он не боялся смерти. Самым главным для этих бойцов было изгнание фашистов с родной земли, на которой многие века жили их предки, защитить родной край. Да и что может быть выше и чище священной любви к Отечеству!
Единые в решении лучше с честью погибнуть, чем сдаться на милость врага, мужественные и отчаянные смельчаки с тяжёлыми боями продвигались вперёд. Был долгий ночной рейд. Казалось, что желанная свобода уже близка, находится в двух шагах от них, что ещё чуть-чуть, и они выйдут к своим, объединятся с ними, чтобы вновь бить ненавистного врага. Вдруг послышались голоса, шаги, привычные звуки фронтовой жизни. «Ну, наконец-то, наши, дошли!» — мелькнула обнадёживающая радостная мысль.

Уставшие, изнурённые и голодные воины не подозревали, что вышли к немецкому лагерю. Когда же поняли, попытались рассредоточиться, отойти, отчаянно отстреливаясь. Но было уже поздно: враг превосходил горстку отважных бойцов и числом, и огнём… Шаг в бессмертие… Братская могила в предгорьях Кавказа и несколько строк в книге «Память»!
— в своих воспоминаниях Сапармурат Ниязов так описывал героическую гибель отца.
В 2004 году земля из могилы, расположенной в Северной Осетии, перенесена в село Кипчак, Туркменистан.

## Восприятие в современности
- В 1999 году город Керки был переименован в Атамурат (25 ноября 2017 переименован обратно).
- В 2001 году в центре Ашхабада был установлен памятник Атамурату Ниязову[7] (в апреле 2014 демонтирован[8]).
- Первый туркменский нефтеналивной танкер назван «Герой Туркменистана Атамурат Ниязов»[9].
- В 2002 и 2005 года вышли памятные и юбилейные монеты с изображением статуи Атамурата Ниязова.
- 2004 год был объявлен годом Атамурата Ниязова в Туркменистане, соответствующее постановление принято Парламентом Туркменистана[10].
- В 2005 году изображение статуи Атамурата Ниязова появилась на юбилейной медали «60 лет Победы в Великой Отечественной войне».
- Один из центральных проспектов Ашхабада названа именем Героя Туркменистана Атамурата Ниязова[11].

## Награды
- Герой Туркменистана (4 мая 1992 года, посмертно)
- Орден князя Ярослава Мудрого V степени (2005 год, Украина, посмертно)[12]